# 呼包鄂乌快速轨道交通网
呼包鄂乌快速轨道交通网原规划为呼包鄂轨道交通，包括中华人民共和国内蒙古自治区呼包鄂地区的城市轨道交通以及城际铁路，主要包括呼和浩特轨道交通，包头城市轻轨，呼包鄂城际铁路等，其中，呼包鄂城际铁路重要组成部分包括东胜至鄂尔多斯机场铁路;2021年，内蒙古自治区印发呼包鄂乌“十四五”一体化发展规划，提出将乌兰察布纳入呼包鄂一体化发展范围，并提出共建轨道上的呼包鄂乌，构建高品质快速轨道交通网。

## 历史
2008年，内蒙古开始全力打造呼包鄂“金三角”快速轨道交通圈。
2012年，呼和浩特市轨道交通线网规划呼和浩特市轨道交通线网规划结束，包头完成了《包头市城市轨道交通建设规划》、《包头市城市综合交通规划》、《包头市城市轨道交通线网规划》3个规划的编制，鄂尔多斯开工东胜至鄂尔多斯机场铁路，该铁路从属于呼包鄂城际铁路，其中，呼和浩特规划局建议呼和浩特城市轨道交通与包头、鄂尔多斯等周边城市的轨道交通联系，此外，内蒙古呼包鄂地区城际铁路规划通过批准。
2013年，首趟呼包鄂城际列车开通。
2014年，记者从呼和浩特铁路局了解到，当年计划开行时速200城际列车。
2020年5月，内蒙古自治区铁航办启动了呼包鄂城市群客运通道预可行性研究，同年十二月，包头市召开该客运通道预可行性研究评估会，包括包鄂高铁、呼鄂城际项目，此外，东胜至鄂尔多斯机场铁路项目已完成鄂尔多斯火车站地下站、机场地下站、机场隧道三个单位工程。但因该项目线路走向、站点设置与正在规划建设的鄂榆、包鄂高铁、呼鄂城际存在线路交叉跨越和车站换乘等情况，因此在本年度启动的鄂尔多斯市“十四五”规划及铁路枢纽规划中，拟将该项目重新规划。
2021年，内蒙古发改委完成呼包鄂1小时快速客运圈方案，该方案是内蒙古自治区贯彻落实国务院关于《交通强国建设纲要》及《呼包鄂榆城市群发展规划》的具体举措，交通强国纲要提出的都市区1小时通勤目标。同时，内蒙古发改委称，包头地铁暂时不符合国家相关审批立项政策。11月，呼包鄂乌“十四五”一体化发展规划印发，提及将乌兰察布市纳入呼包鄂一体化，提出共建轨道上的呼包鄂乌，统筹干线铁路、城际铁路、市域（郊）铁路、城市轨道交通四网融合发展；12月，呼包鄂乌城际管内动车组列车开行铁路e卡通服务。